# Saint-Thomas-en-Royans
Saint-Thomas-en-Royans település Franciaországban, Drôme megyében. Lakosainak száma 582 fő (2022. január 1.). Saint-Thomas-en-Royans La Motte-Fanjas, Saint-Jean-en-Royans, Saint-Laurent-en-Royans, Saint-Just-de-Claix és Auberives-en-Royans községekkel határos.

## Népesség
A település népessége az elmúlt években az alábbi módon változott:
| Lakosok száma | 216  | 328  | 440  | 502  | 576  | 585  | 596  | 608  | 608  | 582  |
|               | 1968 | 1982 | 1990 | 2006 | 2013 | 2015 | 2017 | 2019 | 2020 | 2022 |